# Австрийский орден Леопольда
Австрийский Императорский орден Леопольда был основан 8 января 1808 года австрийским императором Францем I.
К моменту учреждения ордена Леопольда у Австрии было лишь два ордена заслуг — военный и гражданский. Подготовка к учреждению нового ордена началась в 1806 г. Из нескольких вариантов названий было выбрано наименование ордена в честь отца правящего императора Франца I — императора Леопольда II, мало известного в истории из-за своего короткого двухлетнего правления. Орден был учрежден 8 января 1808 г. в день помолвки императора Франца I со своей третьей супругой Марией-Людовикой, герцогиней Моденской. Император Франц I благоволил к своему ордену и называл кавалеров Большого Креста «кузенами».

## Степени ордена
Орден имел четыре степени:
- Большой крест (нем. Großkreuz)
  - Крест I степени (с 1901 года)
- Командорский крест (нем. Komture)
- Рыцарский крест (нем. Ritter)

Первоначально орден имел три степени — Рыцарь Большого Креста, командор и рыцарь. В 1901 г. Большой Крест был разделен на две степени — Большой Крест и I степень.
Вручался орден за гражданские и военные заслуги перед императором и государством, а также мог вручаться за заслуги в области наук, искусств и литературы, так, например, командорским крестом был награждён Иоганн Вольфганг Гёте.
Статут ордена был опубликован 14 июля 1808 г., а первое награждение состоялось 7 января 1809 г. Первыми награждёнными Большим Крестом стали братья императора, эрцгерцоги Иоганн и Райнер, и одиннадцать высших сановников империи. Награждённые получали свидетельства о награждении: кавалеры Большого Креста — в виде книги с подвесной печатью, командоры и рыцари — патенты на пергаментах, при этом командоры получали патенты с подвесной печатью, а рыцари с тисненой. Одновременно были назначены официалы ордена — канцлер, прелат, герольд и др. Гроссмейстером ордена стал сам император.
В начале 1860 г. к ордену были введены знаки отличия за заслуги на поле боя — лавровый венок зелёной эмали или позолоченный. В конце 1916 г. к ордену были также введены мечи. За особые заслуги к Большому Кресту могли быть пожалованы бриллианты, за вековую историю ордена бриллианты были пожалованы 58 раз.
Встречаются награды с металлической планкой на ленте, так в Австро-Венгрии отмечались повторные награждения, хотя не очень понятно, как это возможно в случае ордена Леопольда, поскольку предполагалось последовательное награждение степенями ордена.
Цепь и знаки ордена подлежали возврату после смерти награждённого, цепь — Гроссмейстеру, а знаки — в Регистратуру.

## Знаки ордена
|  |  |  |

Инсигнии Большого Креста включают орденскую цепь, знак ордена, нагрудную звезду и ленту-перевязь.
Орденская цепь состоит из перемежающихся золотых звеньев в виде золотых корон (16 шт.), дубовых венков (15 шт.) и вензелей «FL» (Franciscus и Leopoldus) (16 шт.). Центральное звено представляет собой дубовый венок несколько больших размеров.
Знак ордена представляет собой золотой крест с расширяющимися концами красной эмали с белой каймой. Концы креста могут быть прямыми или вогнутыми. На центральном медальоне красной эмали помещен золотой вензель «FIA» (Franciscus Imperator Austriae). Медальон обрамлен кольцом белой эмали с девизом ордена «INTEGRITATI ET MERITO» (порядочность и заслуги). На реверсе медальона на белой эмали девиз императора Леопольда «OPES REGUM CORDA SUBDITORUM» (власть суверена основывается на любви подданных). Реверс медальона обрамлен золотым дубовым венком. Крест подвешен к австрийской императорской короне Рудольфа. Корона может крепиться к ушку креста непосредственно или через переходное звено.
До 1812 г. между концами креста располагались по три дубовых листа с двумя желудями. Военное отличие представляет собой лавровый полувенок лавровой эмали или позолоченный, крепяшийся между крестом и короной. Мечи располагались между концами креста, если они были вручены к этой степени, они были золотыми или позолоченными, если же они были вручены ранее к более низкой степени, они изготавливались из оксидированного серебра. Диаметр знака – 48-50 мм.
Нагрудная звезда представляет собой серебряную восьмиконечную звезду с прямыми (до 1871 г.) или фасетчатыми (после 1871 г.) лучами. Шитые звезды использовались до 1817 г. На звезду наложен увеличенный крест ордена без короны. Дубовые листья между концами креста на звёздах использовались до 1817 г. Военное отличие на звезде представляет собой золотой венок между лучами звезды. Диаметр звёзд варьируется от 80 до 105 мм.
Лента-перевязь – шелковая муаровая, с бантом у бедра, красная с белыми полосами по краям.
Инсигнии Креста I степени включают знак ордена, нагрудную звезду и также ленту-перевязь. Знак аналогичен знаку Большого Креста, но имеет меньшие размеры, около 40 мм. Нагрудная звезда также аналогична звезде Большого Креста, но имеет меньшие размеры. Лента-перевязь имеет следующее отличие – красные полоски уже по ширине и довольно сильно отступают от краев. Сама лента также уже по ширине.
Крест командора аналогичен кресту I степени, но носился на шейной ленте.
Рыцарский крест имеет ещё меньшие размеры – от 27 до 31 мм – и носился на груди на ленте, сложенной треугольником. Мечи у рыцарского креста помещаются на ленте.

## Иллюстрации
- Знаки Большого креста
- Знак командора
- Знак кавалера с военным отличием, аверс
- Знак кавалера, реверс
- Орденское одеяние